# Brendan Leahy

Brendan Leahy (28 de março de 1960) é um prelado irlandês da Igreja Católica. Ele é o Bispo de Limerick desde sua nomeação em 10 de janeiro de 2013 pelo Papa Bento XVI.
Nascido e criado em Dublin em Crumlin e Rathfarnham, seu pai e sua mãe eram diretores de escola; O próprio Leahy foi para a escola em Coláiste Éanna. Ele foi educado na University College Dublin, onde estudou direito de 1977-1980, Mater Dei Institute of Education 1980-1981, e Clonliffe College 1980-1983, King's Inns. Ele estudou teologia na Pontifícia Universidade Gregoriana em Roma de 1983-1986. Começou a estudar para a qualificação profissional para ser advogado em 1981, graduou-se em 1983 e foi ordenado sacerdote em 5 de junho de 1986 para a Diocese de Dublin. De 1983-1991 ele estudou para um grau de DST em teologia da Gregoriana intitulado O Princípio Mariano na Igreja Segundo Hans Urs Von Balthasar. Autor de várias publicações e livros, e um estudioso de von Balthasar. Durante oito meses, foi pároco em Clonskeagh, depois foi nomeado professor no Mater Dei Institute of Education, Dublin, em 1992, servindo até 2006. Foi simultaneamente professor no seminário diocesano do Holy Cross College, Clonliffe, de 1992 a 1999. Nos anos de 1999-2004 atuou como pároco na paróquia de Lusk.
De 2006 a 2013, atuou como professor de teologia sistemática na Pontifícia Universidade e no Seminário Nacional do St. Patrick's College em Maynooth. Leahy serviu como presidente da Comissão Diocesana para o Ecumenismo da Arquidiocese de Dublin e Secretário da Comissão Ecumênica da Conferência dos Bispos Católicos Irlandeses.
Ele foi ordenado bispo em 14 de abril de 2013 pelo arcebispo Dermot Clifford.